# Fundación Universitaria Compensar
La Fundación Universitaria Compensar es una institución educativa privada colombiana con sedes en Bogotá y Villavicencio, está vinculada con la institución financiera Compensar Caja de Compensación Familiar y EPS.
Se fundó el 26 de octubre de 1978 con la denominación de Instituto de Enseñanza Profesional – INESPRO impartiendo en el rango de  carreras intermedias con un carácter académico netamente técnico-profesional. En 1992 adquiere el carácter de institución Tecnológica y pasa a denominarse Tecnológico INESPRO – Investigaciones Estudios y Proyectos e imparte Licenciaturas en Preescolar, Básica Primaria y Básica Secundaria en convenio con la Universidad de San Buenaventura. En 1998 imparte  la Licenciatura de Educación Preescolar.
En el año 2007 se vincula con Compensar y dos años después, en 2009, con Unipanamericana, institución dependiente de la Universidad de Mondragón perteneciente al grupo cooperativo vasco Corporación Mondragon.

## Historia

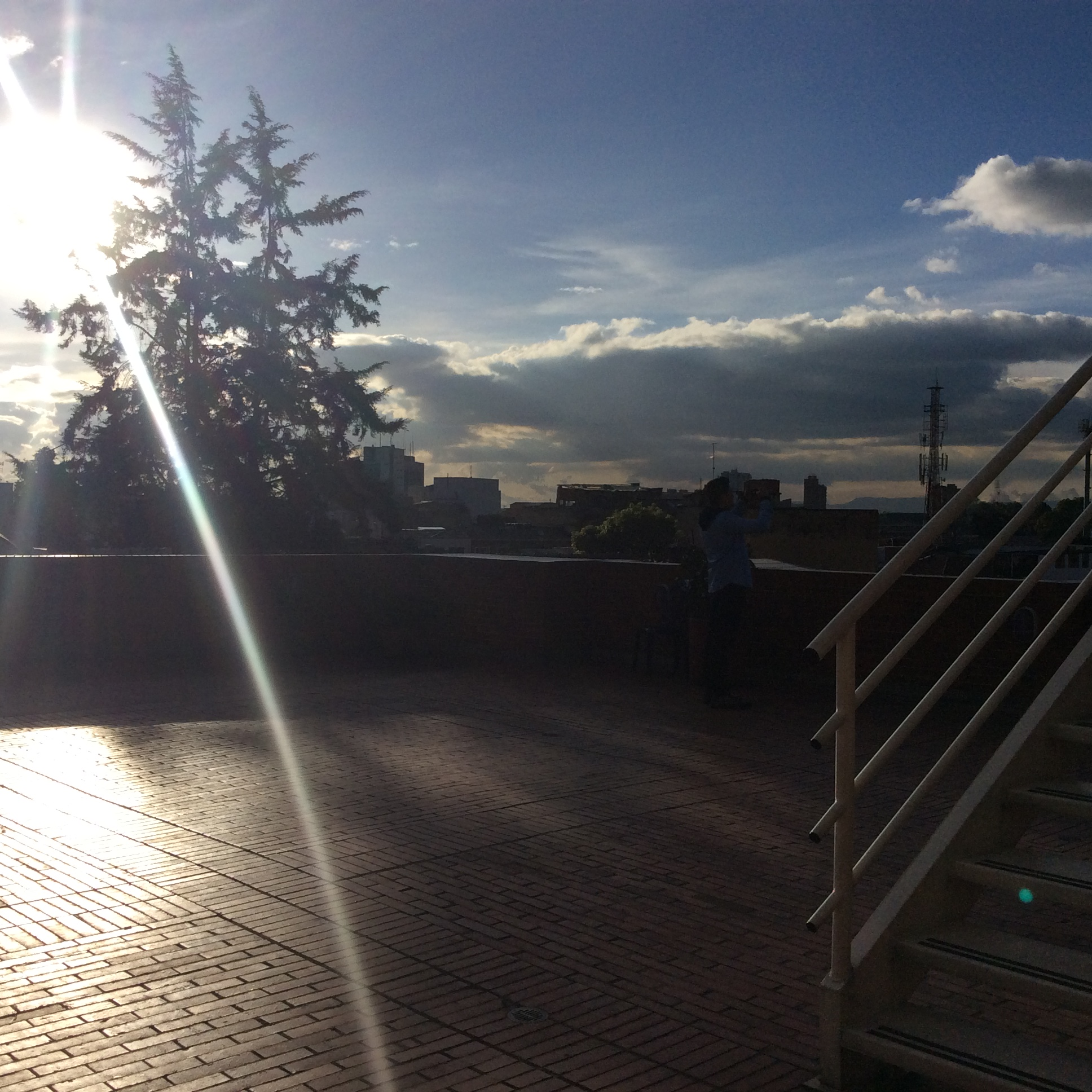
Sede Teusaquillo Unipanamericana Fundación Universitaria

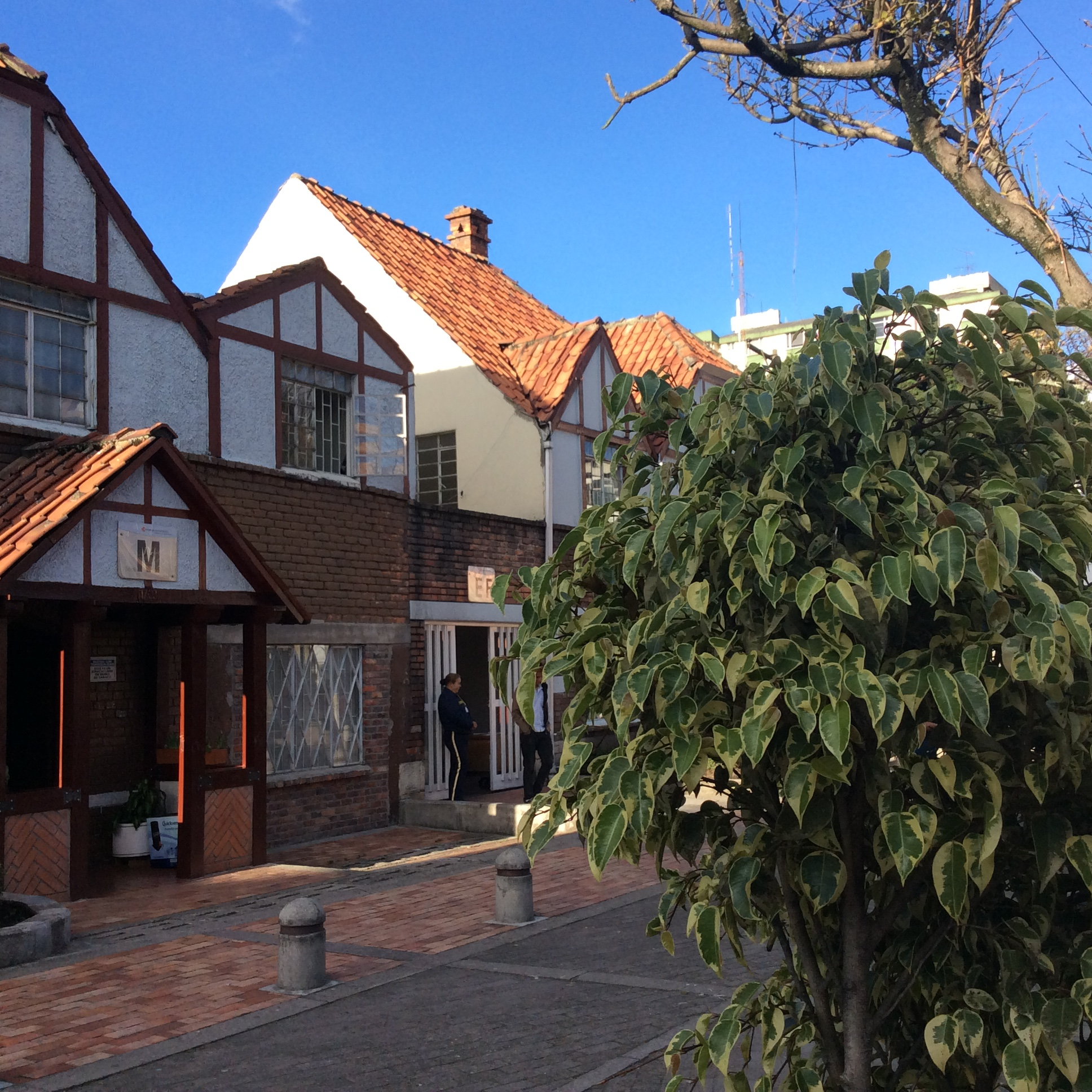
Unipanamericana Fundación Universitaria

El 26 de octubre de 1978 se funda, bajo la figura de fundación, el Instituto Tecnológico Inespro que inicia su andadura con  con programas de Administración de Empresas y Educación preescolar, que pasarían a tres licenciaturas y ocho carreras tecnológicas.  en 1992 se transformó a institución tecnológica impartiendo estudios de tecnologías en educación preescolar (licenciatura), Administración Comercial y Financiera, Administración de Empresas, Contaduría, Finanzas y Negocios Internacionales, Ingeniería Industrial, Sistemas de Computación, Diseño Visual, Periodismo, Mercadeo y Publicidad, Ingeniería, Finanzas y Educación.
En septiembre de 2002  pasa a ser una institución universitaria vinculándose con la Comisión Consultiva de las Síntesis de la Historia de la Facultad de Comunicación Unipanamericana y años después, en 2008, la Fundación Universitaria Panamericana se vincula  con la institución financiera Compensar y con el grupo cooperativo vasco Corporación Mondragón y su universidad. Entonces pasa a denominarse  Unipanamericana, Fundación Universitaria Panamericana. 
En 2009 y 2010 rediseña  su programa curricular en el que se concretan 21 programas profesionales en modalidad de Ciclos propedéuticos presenciales en ambas jornadas. Un año después se implantan los programas en modalidad virtual.

## Programas académicos

### Pregrados
La Fundación Universitaria Compensar cuenta con  15 programas de pregrado y 6 en modalidad virtual.

#### Facultad de Ciencias Empresariales
- Administración de Empresas (Presencial-Virtual)
- Administración Financiera (Presencial-Virtual)
- Administración de Servicios en Salud (Presencial-Virtual)
- Administración Logística
- Banca y Finanzas
- Contaduría Pública (Presencial-Virtual)
- Finanzas y Negocios Internacionales (Presencial-Virtual)

#### Facultad de Ingeniería
Cuenta con tres programas académicos de pregrado:
- Ciencia de Datos (Presencial-Virtual)
- Ingeniería Industrial
- Ingeniería de Sistemas (Presencial-Virtual)
- Ingeniería de Software (Presencial-Virtual)
- Ingeniería de Telecomunicaciones
- Ingeniería Multimedia

Y dos especializaciones:
- Especialización en Big Data
- Especialización en Seguridad Informática

#### Facultad de Comunicación
- Comunicación Social
- Diseño Visual (Presencial-Virtual)
- Mercadeo y Publicidad (Presencial-Virtual)

#### Facultad de Educación
- Licenciatura en Inglés y Bilingüismo
- Licenciatura en Pedagogía Infantil

### UCompensar Estéreo
UCompensar Estéreo surge como proyecto de investigación interdisciplinar entre las Facultades de Ingeniería y Comunicación, consolidando la propuesta técnica, la cual fue presentada a las directivas en 2011. El apoyo institucional hizo realidad la construcción del espacio físico del estudio de radio y la adquisición del servidor en 2012. Para 2013 la Facultad de Comunicación asumió la activación de la Emisora Web, la cual inició transmisiones en junio de 2013 con pruebas técnicas y sonoras, hasta su inauguración el 15 de agosto de 2013, fecha en la cual se inician las transmisiones con la programación propia, realizada por los estudiantes y se da paso a la convocatoria abierta a toda la institución para la consolidación de espacios radiales que visibilicen todo el accionar académico e institucional, cultura, y universitario de la Unipanamericana.

## Sedes
La UCompensar cuenta con dos sedes ubicadas en la ciudad de Bogotá. La sede principal está ubicada en la Avenida calle 32 No 17- 30 barrio Teusaquillo. Allí se ofertan programas en las Facultades de Ciencias Empresariales, Educación, Comunicación e Ingeniería.
En Villavicencio está la sede Meta, UCompensar es aliada de Cofrem Caja de Compensación pero no tiene absolutamente nada con esta institución. Está ubicada en la Carrera 35 #20A – 02, Sede Educación Cofrem.